# Rätans distrikt
Rätans distrikt är ett distrikt i Bergs kommun och Jämtlands län. Distriktet ligger omkring Rätan i södra Jämtland.

## Tidigare administrativ tillhörighet
Distriktet inrättades 2016 och utgörs av Rätans socken i Bergs kommun.
Området motsvarar den omfattning Rätans församling hade 1999/2000.

## Tätorter och småorter
I Rätans distrikt finns två småorter men inga tätorter.

### Småorter
- Rätan
- Rätansbyn